# Green Hills of Africa
Green Hills of Africa is een non-fictiewerk, geschreven door Ernest Hemingway en in 1935 gepubliceerd door Scribner's.
Green Hills of Africa  is Hemingways tweede non-fictiewerk. Het is het verslag van een safari die hij in december 1933 met zijn vrouw, Pauline Pfeiffer, in Oost-Afrika ondernam. Het boek is verdeeld in vier delen: "Pursuit and Conversation", "Pursuit Remembered", "Pursuit and Failure" en "Pursuit as Happiness", die elk een andere rol in het verhaal spelen.

## Inhoud
Een groot deel van het verhaal beschrijft Hemingways avonturen op jacht in Oost-Afrika, afgewisseld met overpeinzingen over literatuur en auteurs. Het Oost-Afrikaanse landschap dat Hemingway beschrijft is in de regio van het Manyarameer in Tanzania. 
Deel 1 ("Pursuit and Conversation ') vangt aan met een gesprek tussen Hemingway en een Europese expatriate over Amerikaanse schrijvers. Hij beschrijft de relaties tussen de blanke jagers en inheemse spoorzoekers en zijn afgunst tegenover de andere jagers. 
Deel 2 ("Pursuit Remembered") presenteert een flashback van de jacht in het noorden van Tanzania met een beschrijving van de Rift Valley, en hoe een prooi ontweid moet worden. Hemingway doodt een neushoorn, maar zijn vriend Karl doodt er een grotere. De literaire discussie verplaatst zich naar Europese schrijvers als Tolstoj, Flaubert, Stendhal en Dostojevski. 
Deel 3 ("Pursuit and Failure") brengt de actie terug naar het heden met Hemingway die pech heeft bij de jacht, niet in staat om een koedoe te vinden waarvan hij de sporen volgt. Hij verplaatst zich met de inheemse gidsen naar een ongerept stuk land. 
In deel 4 ("Pursuit and Happiness") komen Hemingway en enkele van zijn spoorzoekers op schijnbaar ongerept land. Daar doodt hij een koedoestier met grote hoorns. Terug in het kamp, ontdekt hij dat Karl een koedoe doodde met nog grotere hoorns. Hij klaagt dat Karl een vreselijke jager is met oneindig geluk. Op de laatste dag komt hij te weten dat veel van de gidsen hem als een broer beschouwen.